# Mauremys japonica
La tortuga d'estany japonesa ( Mauremys japonica) és una espècie de tortuga semiaquàtica de la família Geoemydidae, endèmica del Japó. En captivitat es pot hibridar amb espècies de la seva família com la Cuora flavomarginata.

## Distribució
Mauremys japonica és una espècie endèmica del Japó (Honshū, Shikoku, Kyūshū i petites illes al voltant d'elles). El seu nom japonès és Nihon-ishigame que significa la tortuga japonesa de pedra.

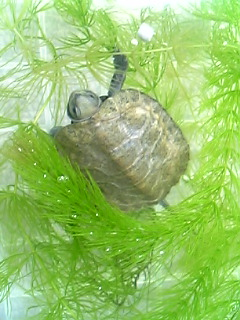
Mauremys japonica